# Joseph-Marie-Philippe Lévêque de Vilmorin
Joseph-Marie-Philippe Lévêque de Vilmorin (firmaba Philippe de Vilmorin) (1872 - 1917), fue un notable botánico y recolector de plantas francés; era miembro de la reconocida familia de horticultores Vilmorin.

## Biografía
En los terrenos del señorío familiar (familia de su esposa) de Audour, en 1903 Vilmorin inició la creación del Arboretum de Pézanin, un arboreto localizado en Dompierre-les-Ormes, Saône-et-Loire, Bourgogne, Francia.
Fue recolector de plantas en Egipto y Sudán que actualmente forman parte del herbario del Jardín Botánico Nacional de Bélgica.
Estuvo casado con Mélanie Gaufridy de Dortan. Tuvieron 6 hijos, incluyendo la famosa Marie-Pierre, Roger Marie Vincent Philippe Lévêque de Vilmorin (nacido en 1905, hijo natural de Mélanie de Vilmorin y Alfonso XIII·. Sin embargo, fue reconocido como propio por Philippe de Vilmorin.) y Louise.

## Algunas publicaciones
- Vilmorin, Philippe Lévêque de, Hortus Vilmorianus, catalogue des plantes ligneuses et herbacées existant en 1905 dans les collections de Vilmorin et dans les cultures de Vilmorin-Andrieux et cie à Verrieres le Buisson, Verrières, 1906.